# Albignasego
Albignasego ist eine italienische Gemeinde mit 27.119 Einwohnern (Stand 31. Dezember 2023) in der Provinz Padua in der Region Venetien. Sie gehört zur Metropolregion Padua. Die Gemeinde liegt 9 km südlich der Provinzhauptstadt Padua und 46 km westlich von Venedig.
Die Nachbargemeinden sind Abano Terme, Casalserugo, Maserà di Padova, Padova und Ponte San Nicolò.
Auf dem Gebiet der Gemeinde Albignasego siedelten bereits zur Bronzezeit Menschen. Zur Zeit der Römer gehörte der Ort administrativ zu Padua.
In Albignasego gibt es mehrere sehenswerte Villen. Das sind die Villa San Bonifacio (auch „Villa Mandriola“), die Villa Obizzi und die Villa Salom.
Mit Galanta in der Slowakei besteht seit 2007 eine Partnerschaft.